# Rivière Nedlouc
Der Rivière Nedlouc ist ein ca. 76 km langer rechter Nebenfluss des Rivière aux Feuilles im Norden der kanadischen Provinz Québec.

## Flusslauf
Der Rivière Nedlouc bildet den Abfluss des Sees Lac Nedlouc. Er verlässt den See an dessen nordöstlichen Ufer. Der Rivière Nedlouc fließt anfangs etwa 13 km nach Osten und wendet sich anschließend in Richtung Nordnordwest und schließlich in Richtung Westnordwest.

## Etymologie
Der Flussname kommt aus der Inuit-Sprache und bedeutet „Waden“ oder „der Teil des Oberschenkels über dem Knie“.